# Курагина, Ольга Витальевна
О́льга Вита́льевна Кура́гина, 21 апреля 1959, г. Киров) — советская легкоатлетка, призёр Олимпийских игр, заслуженный мастер спорта (2004).

## Спортивная карьера
Наивысшего достижения Ольга Курагина добилась на Олимпийских играх 1980 года в Москве когда стала бронзовым призёром в легкоатлетическом пятиборье, уступив Надежде Ткаченко (1 место) и Ольге Рукавишниковой (2 место).
После завершения спортивной карьеры живёт в Москве, работает тренером.